# Rambo Amadeus
Rambo Amadeus, właśc. Antonije Pušić (cyr. serb. Рамбо Амадеус; ur. 14 czerwca 1963 w Kotorze) – czarnogórski piosenkarz, kompozytor i autor tekstów, który sam nazywa się „muzykiem, poetą i manipulatorem mediów”, reprezentant Czarnogóry podczas 57. Konkursu Piosenki Eurowizji w 2012 roku.
Jego pseudonim artystyczny pochodzi z syntezy nazwisk Johna Rambo i Wolfganga Amadeusa Mozarta. Znany jest także jako „uroczy król wesołego popu”, a jego styl i muzyka porównywane są z twórczością Franka Zappy czy Captaina Beefhearta.

## Dzieciństwo i edukacja
Antonije Pušić urodził się w czarnogórskim mieście Kotor (w ówczesnej Jugosławii). Ukończył studia turystyczne na Uniwersytecie Belgradzkim na Wydziale Matematyczno-Przyrodniczym. Rozpoczął naukę w szkole muzycznej w klasie fortepianu, jednak zrezygnował z niej po sześciu latach edukacji.

## Początki kariery
Jako nastolatek rozpoczął treningi żeglarstwa. W latach 1972–1984 reprezentował Jugosławię w międzynarodowych regatach, zdobywając wówczas kilkukrotnie tytuł Mistrza Czarnogóry, ośmiokrotnie – Mistrza Południowego Adriatyku oraz krajowego i międzynarodowego Pucharu Đerdap w 1980 roku. Podczas pierwszego roku nauki w gimnazjum zaczął komponować i śpiewać autorskie utwory. Dołączył wówczas do składu lokalnych zespołów w Hercegu Novim i Titogradzie (dzisiejszej Podgoricy). Jednym z jego pierwszych koncertów było granie na mandolinie w orkiestrze uprzyjemniającej czas gościom w hotelu Plaza w Hercegu Novim. W 1985 roku przeprowadził się do Belgradu, gdzie studiował i grał w amatorskich zespołach muzycznych.

## Kariera muzyczna

### 1988–89:O tugo jesenjaiHoćemo gusle
W 1988 roku wydał swój debiutancki album – O tugo jesenja. Jego brzmienia opisywane były jako pozorna mieszanka folklorystycznego śpiewania z humorystycznymi tekstami i klasycznym dźwiękiem gitarowego gryfu. Przedstawiał się wówczas jako Nagib Fazlić Nagon, dzięki którego pomocy finansowej był w stanie wydać płytę. Swój styl muzyczny nazwał „turbo folkiem”. Dzięki producentowi, Sašy Habićoviego, Amadues miał możliwość podpisania kontraktu z telewizyjną wytwórnią PGP RTB.
Rok później ukazała się druga płyta wokalisty pt. Hoćemo gusle, na której znalazły się utwory jawnie powiązane z tematyką polityczną. Tytuł albumu wyśmiewa sytuację w Czarnogórze, która ostatecznie wyrosła na antybiurokratycznej rewolucji i doprowadziła Milo Đukanovića, Momira Bulatovicia i Svetozara Marovicia do władzy. Okładka albumu zawiera teksty piosenek, które nie zostały faktycznie nagrane na płycie. Amadeus wyjaśnił, że „zostały usunięte w ostatniej chwili, ponieważ nie było na nie miejsca”. Obiecał wówczas, że zostaną zamieszczone na jego kolejnej płycie.

### 1991-98:M-91
Trzeci studyjny album Amadeusa zatytułowany M-91 miał swoją premierę pod koniec 1991 roku, w momencie apogeum konfliktu w byłej Jugosławii. Z tego powodu podtytułem płyty był napis Psychological Propaganda Set, a większość utworów była mieszanką ciężkiego tekstu o militarystycznym klimacie. Album utwierdził obecność Rambo na muzycznej scenie, a ze względu na szczery i zabawny charakter, zaczął być często zapraszany do różnych telewizyjnych i radiowych programów w całym kraju. Starając się opanować całą sytuację, wyruszył w trasę, podczas której został jednym z pierwszych wykonawców z byłej Jugosławii, który zaczął koncertować w Macedonii i Słowenii kilka lat po tym, jak podpisały one deklarację o niepodległości. W latach 90. koncertował również w Bośni i Hercegowinie. Gdy powrócił do kraju, ponownie zaczął łamać bariery inter-etniczne: 10 grudnia 1998 roku, wraz z Margitą Stefanović, zagrał w lokalnym kinie w Puli. Była to pierwsza powojenna okazja dla chorwackich fanów, by uczestniczyć w koncercie serbsko-czarnogórskich artystów.

### 2000–08:Don’t Happy, Be Worry,Oprem dobroiHipishizik Metafizik
W 2000 roku Amadeus pracował nad materiałem na płytę pt. Don’t Happy, Be Worry/Čobane vrati se. Album zawierał utwory „Eg rodde meg ut på seiegrunnen” i „Laganese”, w których gościnnie zaśpiewał norweski dziennikarz Åsne Seierstad. Materiał wyprodukował Iztok Turk. W 2004 roku Rambo wydał swój trzeci album koncertowy – Bolje jedno vruće pivo nego četri ladna, który poprzedzał studyjną wersję płyty – Oprem dobro z połowy 2005 roku. W tym samym roku nawiązał współpracę z etniczno-jazzowym zespołem Kal, dla którego napisał utwór „Dikh tu kava” oraz wydał płytę Hipishizik Metafizik pod szyldem wytwórni PGP RTS.

### 2011–12:Rambo Amadeus & Mutant Dance Sextet u Domu Sindikatai Konkurs Piosenki Eurowizji
W 2011 roku wydał swój czwarty album koncertowy Rambo Amadeus & Mutant Dance Sextet u Domu Sindikata. W grudniu tego samego roku został wybrany wewnętrznie przez czarnogórskiego nadawcę publicznego na reprezentanta Czarnogóry podczas 57. Konkursu Piosenki Eurowizji organizowanego w Baku w 2012 roku. Jego propozycją został utwór „Euro neuro”, którym otworzył pierwszy półfinał widowiska. Zajął w nim ostatecznie piętnaste miejsce, przez co nie zakwalifikował się do finału.

## Dyskografia

### Albumy studyjne
- 1988: O tugo jesenja
- 1989: Hoćemo gusle
- 1991: Psihološko propagandni komplet M-91
- 1995: Muzika za decu
- 1996: Mikroorganizmi
- 1997: Titanik
- 1998: Metropolis B (tour-de-force)
- 2000: Don’t Happy, Be Worry/Čobane vrati se
- 2005: Oprem Dobro
- 2008: Hipishizik Metafizik
- 2015: Vrh Dna
- 2020: Brod Budala

### Albumy koncertowe
- 1993: Kurac, Pička, Govno, Sisa
- 1997: Koncert u KUD France Prešeren
- 2004: Bolje jedno vruće pivo nego četri ladna
- 2011: Rambo Amadeus & Mutant Dance Sextet u Domu Sindikata

### Albumy kompilacyjne
- 1994: Izabrana dela
- 1998: Zbrana dela 1
- 1998: Zbrana dela 2

### Mini-albumy
- 2008: Yes No